# Synegiodes hyriarius
Synegiodes hyriarius là một loài bướm đêm trong họ Geometridae.